# Roeselia millotalis
Roeselia millotalis är en fjärilsart som beskrevs av De Toulgoët 1965. Roeselia millotalis ingår i släktet Roeselia och familjen trågspinnare. Inga underarter finns listade.